# Atanagild
Atanagild je vizigotski kralj u Hispaniji koji je vladao između 554. i 567. godine. Na prijestolje je došao uz pomoć bizantske flote koju mu je car Justinijan I. poslao u pomoć. Potpomognut Bizantincima, ubio je Agilu I. u Sevilli 554. godine i zauzeo njegovo mjesto na vizigotskom tronu.
No, Bizantincima nisu imali namjeru povući se s osvojenog područja. Atanagild je povratio nekoliko gradova, ali je bio prisiljen Bizantincima ostaviti veliki dio hispanske Betike (danas Andaluzija) i nekoliko gradova – Kartagenu, Malagu i Córdobu, bizantskom guverneru Liberiju, koji je sljedećih godina nastojao proširiti taj "poklon". Bizantinci su u Hispaniji osnovali svoju provinciju Spaniju, i tu ostali sljedećih 70 godina. Hispanorimsko stanovništvo, koje je bilo ortodoksne kršćanske vjere, podržalo je bizantskog guvernera.
Iako se tijekom svoje vladavine morao boriti protiv Bizanta, Franaka i Sveva, kao i protiv Baska u Pirinejima, Atanagild je ojačao svoje kraljevstvo pomirbom s pravovjernim kršćanima koje su njegovi arijanski prethodnici progonili. Kada je kralj Sveva također prihvatio ortodoksno kršćanstvo 560., Atanagild i vizigotsko plemstvo su ostali usamljeni u svom arijanizmu.
Atanagild je bio oženjen Gosvintom, koja mu je rodila dvije kćeri koje su se udale za dva franačka kralja: Brunhilda (udala se za Zigeberta I., kralja Austrasije i Galsvinta, udala se za Hilperika I., kralja Neustrije, koji je otjerao svoju prvu ženu kako bi se oženio Galsvintom, koju je kasnije naredio ubiti, što je izazvalo četrdesetogodišnji rat između Austrasije i Neustrije.
Atanagild je umro prirodnom smrću u svom krevetu, krajnje neobično za ono doba. Naslijedila su ga njegova braća, Leogvild i Liuva I.

## Vanjske poveznice
- J.B.Bury, History of the Later Roman Empire,, 1923, ch. XIX